# Haagenti
Na demonologia, Haagenti  é o Grande Presidente do Inferno, sob o comando de trinta e três legiões de demônios. Ele torna os homens sábios pelo instruindo-os em todo o tipo de área, transforma todos os metais em ouro, e transforma vinho em água e água em vinho.
Haagenti é descrita como um grande touro, com asas de um Grifo, mudando para forma humana, sob o pedido do mágico.
Também conhecido como: "Haage" / "Hage".